# Ville morte (grève africaine)
 (septembre 2010).
Pour les articles homonymes, voir Ville morte.
Les villes mortes, ou journées villes mortes, sont une forme de grève générale mise en place dans certains pays d'Afrique.

## Histoire
Le mouvement est né au début des années 1990 au Cameroun avec le large mouvement de démocratisation des pays africains.
Les jeunes partis d'opposition ont alors fait face aux pouvoirs en place en dénonçant le manque d'écoute de ces derniers. La seule solution invoquée par ces partis était d'appeler la population à la grève générale, ici caractérisée par la fermeture des commerces, des services et des entreprises. En mai 1991, la force et la contrainte des jeunes organisés en groupes (au Cameroun : Cap liberté) a paralysé toute la ville de Douala et les grandes agglomérations de l'ouest et du littoral. Les dégâts ont été graves au Cameroun où le régime a été inflexible.
De nombreuses journées villes mortes se sont tenues depuis lors. C'est notamment le cas depuis 2017 au Cameroun, où le mouvement est régulièrement suivi dans ses régions anglophones à l'appel des séparatistes, dans le cadre d'un conflit armé,,, pour faire pression sur le gouvernement, ou en République démocratique du Congo à l'initiative de l'opposition pour exiger le respect des règles démocratiques,.
En 2022, des journées ville-morte sont organisées à Goma, en RC Congo, à l'appel de la société civile pour exiger des opérations militaires devant déloger les rebelles du M23 qui contrôlent la cité de Bunagana. Les autorités interdisent ces journées.